# Departamentul Douigni
Departamentul Douigni este un departament din provincia Nyanga  din Gabon. Reședința sa este orașul Moabi.